# (5653) Camarillo
(5653) Camarillo es un asteroide que forma parte de los asteroides Amor descubierto el 21 de noviembre de 1992 por Eleanor F. Helin y el también astrónomo Kenneth J. Lawrence desde el Observatorio del Monte Palomar, Estados Unidos.

## Designación y nombre
Designado provisionalmente como 1992 WD5. Fue nombrado Camarillo en homenaje al observatorio privado en Camarillo, desde el que John Rogers aseguró observaciones de seguimiento de este planeta menor. En El Camino Real de California, la ciudad fue nombrada por el Southern Pacific Railroad en 1901 en homenaje a Adolfo Camarillo, un destacado ganadero local. La primera descubridora, Eleanor F. Helin, es un antiguo residente de la ciudad.

## Características orbitales
Camarillo está situado a una distancia media del Sol de 1,794 ua, pudiendo alejarse hasta 2,340 ua y acercarse hasta 1,248 ua. Su excentricidad es 0,304 y la inclinación orbital 6,873 grados. Emplea 877,887 días en completar una órbita alrededor del Sol.

## Características físicas
La magnitud absoluta de Camarillo es 16,2. Tiene 1,537 km de diámetro y su albedo se estima en 0,271. 